# 広運 (北漢)
広運（こううん）は、五代十国時代の十国のひとつ北漢において劉継元の治世で用いられた年号。974年 - 979年。

## 西暦・干支との対照表
| 広運 | 元年  | 2年   | 3年   | 4年   | 5年   | 6年   |
| 西暦 | 974年 | 975年 | 976年 | 977年 | 978年 | 979年 |
| 干支 | 甲戌  | 乙亥  | 丙子  | 丁丑  | 戊寅  | 己卯  |